# Kochánov (Světlá nad Sázavou)
Kochánov je malá vesnice, část města Světlá nad Sázavou v okrese Havlíčkův Brod v Kraji Vysočina. Nachází se asi tři kilometry jihozápadně od Světlé nad Sázavou. V roce 2009 zde bylo evidováno 40 adres. V roce 2001 zde trvale žilo 63 obyvatel.
Kochánov leží v katastrálním území Kochánov u Lipničky o rozloze 2,99 km².

## Název
Jméno Kochánov znamená Kochánův „třeba“ dvůr. Toto obecné jméno je doloženo ze všech dob a vzniklo pravděpodobně od staročeského slovesa kochati, což znamená „laskati, lahoditi, obveselovati“.

## Místní části
- Radkovec
- Františkodol
- Mariadol
- Malý Mlýnek

## Historie
Nejstarší historie této obce je tak jako většina vsí v okolí Světlé nad Sázavou spjata s klášterem benediktínů ve Vilémově. První písemná zmínka o vesnici Kochánov pochází z roku 1406. Jde o záznam z desk zemských kde je zmiňován jakýsi Stanko z Kochánova a jeho manželka Anna.
Další písemná zmínka o obci pochází z tzv. Trčkovského urbáře z roku 1591, kdy tuto ves vlastní rod Trčků z Lípy.
Dalším zdrojem informací je Soupis poddaných podle víry z roku 1651 který uvádí, že ve vsi jménem Kochánov žije konšel Matěj Vaňkat s ženou Dorotou a čtyřmi potomky, dále sedlák Jiřík Soukup s dvěma syny a sedlák Vít Nečil s ženou Marií a třemi potomky. 
Berní rula z roku 1654 uvádí, že ve vsi Kochánově jsou 3 rolníci „jenž qualitates osedlého mají“. Jmenovitě Matěj Vankat, Vít Nečil a Jiřík Soukup. Ves v té době patří k panství Žehušickému, jehož majitelkou je Marie hraběnka v Valdštejna.
Tereziánský katastr z roku 1757 uvádí Kochánov jako ves patřící k Nové Vsi u Světlé ( Neudorf ) a majitelem je hrabě Jan Josef Thun-Hohenstein.
V roce 1760 se majitelem Nové Vsi a tím pádem i Kochánova stává svobodný pán Václav Haugwitz, v roce 1771 Novoveský statek a přináležející vsi kupuje zpět František Josef Jan hrabě Thun-Hohenstein. K další změně majitelů Kochánova dochází v roce 1783, kdy obec kupuje majitel Světelského panství hrabě Leopold Kolovrat-Krakovský. Od tohoto roku je obec Kochánov trvale spjata ze Světelským panstvím. Přibližně v této době jsou katastrálně ke Kochánovu připojeny zbylé části bývalé vesnice Radkovec (Františkodol a Mariadol) a od této doby už je to jedna jediná vesnice až dodnes.

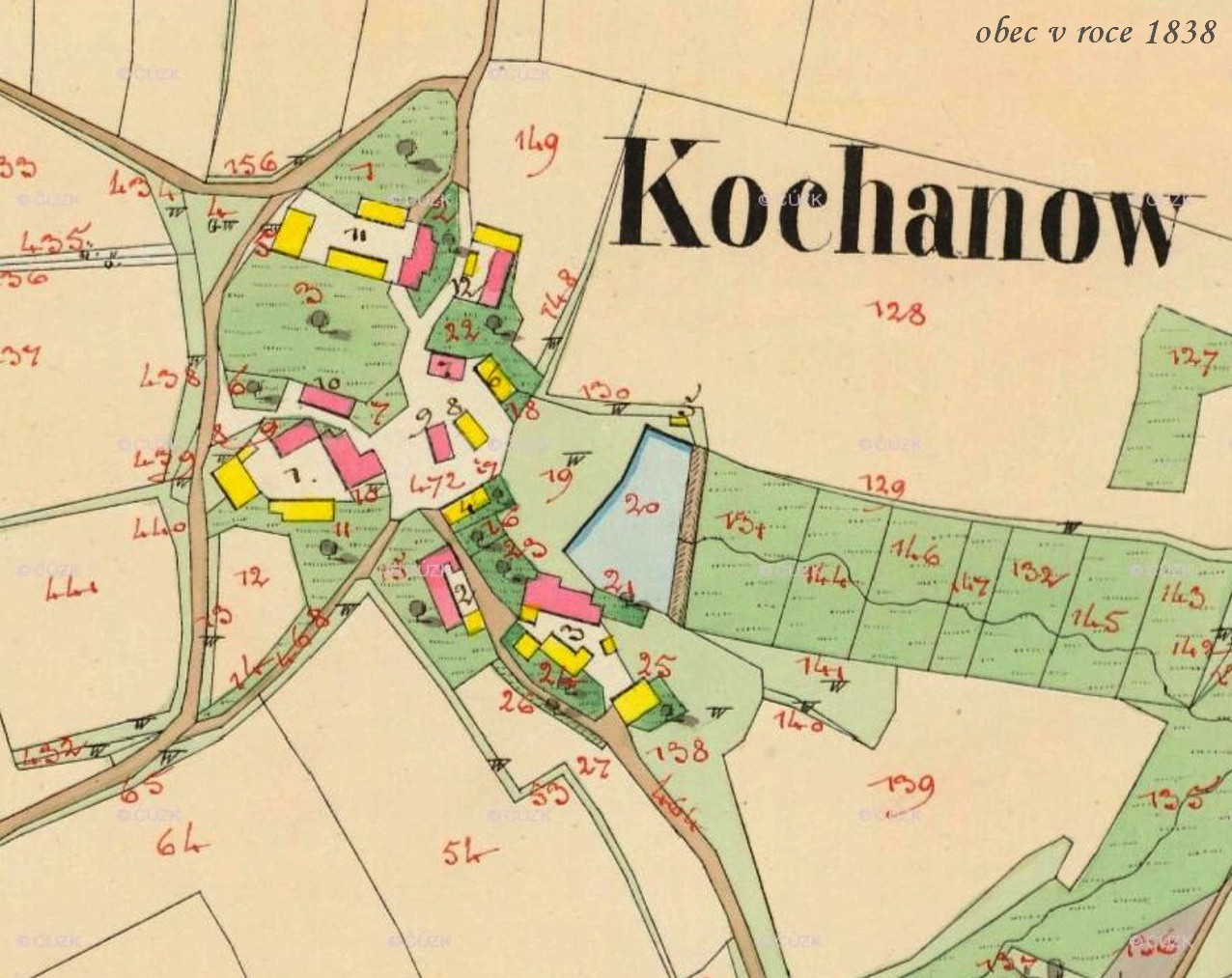
obec Kochánov, mapa stabilního katastru z roku 1838

Po smrti hraběte Leopolda Kolovrata-Krakovského (†1810) dochází k majetkoprávnímu vyrovnání, které trvá až do roku 1817, kdy se panství stává majetkem Františka Josefa Zichy z Vaszonyköe. Ten v roce 1821 mění Světelské panství se starohraběnkou Valpurgou ze Salm-Reifferscheidtů. Rod Salm-Reifferschedtů vlastní panství až do roku 1887, kdy umírá poslední majitel starohrabě František. Jelikož zemřel bezdětný celé panství dědí jeho sestra, vdova po hraběti Josefu Osvaldu I. z Thun-Hohensteinu. Rod Thun-Hohenstein vlastní panství a tím pádem i obec Kochánov do roku 1913 a v roce 1914 celé panství kupuje úpický továrník Richard Morawetz. Kochánov se stává podle ústavy ze 4. března 1849 součástí obce Lipnička v roce 1850. Z františkodolského mlýna a pily se ve druhé polovině 19. stoletá stává první sklárna a jejími majiteli Bártové.
Na bojištích první světové války zahynuli čtyři rodáci a obyvatelé Kochánova. Jmenovitě: Štěpánek Václav z čp. 8, Štěpánek Jan z čp. 9, Vaňkát Jan z čp. 3 a Boček Jan z čp. 13 (dvůr Radkovec).
V československých legiích bojovali čtyři kochánovští rodáci. V ruských legiích to byl Josef Nečil narozen v čp. 9 a Jaroslav Kolář narozen v čp. 10 (Malý Mlýnek). V italských legiích bojovali Josef Bartl narozen v č. p. 2 a Josef Ptáčník narozen v čp. 14 (dvůr Radkovec). Všichni jmenovaní se z legií po skončení války vrátili domů.
Po první světové válce se osada Kochánov zůstává součástí politické obce Lipnička. V roce 1924 dochází k parcelaci Světelského panství, jehož majitelem je Richard Morawetz. Vesnice se začíná po létech zvětšovat a rozrůstat. Na severním okraji směrem k Radkovci přibývají nové domy čp. 25, 26, 27. Na západní hranici katastru dům čp. 23, nové domy si stavějí malíři Panuška a Jelínek, kteří se do Kochánova přistěhovali.

### Zavedení elektřiny 1919
Osada Kochánov povolila správě elektrárny v Okrouhlici postavit na svých pozemcích sloupy elektrického vedení. Za to si u této společnosti vymínila zavedení elektrického zařízení (transformační stanice) do vsi. Obyvatelé si platili, v případě požadavku přípojky, pouze z posledního sloupu do bytu. Transformační stanice stála ve špičce Doležalova pole u Radkovce (zvaného Za ovčínem) za dnešní autobusovou čekárnou až do konce 50. let, kdy byla zbourána. To už však nebyla v provozu.

### Železniční zastávka 1929
Na km 43,788 trati Světlá-Ledeč byla zřízena a 6. prosince slavnostně otevřena zastávka s názvem Kochánov. Protože ji ke svým podnikům nejvíce potřebovali, uhradili veškeré náklady: Josef Kolář z Kochánova, Karel Brambergr z Mrzkovic a firma Kiton z Mrzkovic.

### Kochánov v meziválečném období
V říjnu roku 1931 dochází ke zřícení mostu přes řeku Sázavu. Most spojoval osadu Mariadol s lokální dráhou mezi Světlou nad Sázavou a Ledčí nad Sázavou. V roce 1934 získává sklárnu ve Františkodole a mlýn v Mariadole firma bratří Císařů, která dál rozvíjí sklářství v údolí Pstružného potoka. Přebudováním kdysi Muchova a nyní Másílkova mlýna v Mariadole na sklárnu ale zároveň zaniká mlynářské řemeslo na území Kochánova. V roce 1936 dochází k přiškolení obce Kochánov od Dolního Města ke Světlé nad Sázavou. V roce 1941 je započata výstavba silnice od dvora Radkovce do Kochánova, včetně regulace návsi. V tom samém roce je schválena rozluka obce na Lipničku a Závidkovice. Koncem roku 1943 dochází ke zbourání pastoušky na návsi, tzv. rustikálního domku čp. 6. 

### Kochánov po druhé světové válce
- 1945 – volby do MNV Lipnička, které se konaly v sále místní hospody v obci Lipnička
- 1948 – je svépomocí postaven samostatný vodovod, obecní studna se nachází na sever od obce
- 1950 – zastávka Kochánov na železniční trati byla přejmenována na Mrzkovice
- 1952 – odsouzení hospodářů a kochánovských občanů Václava Nečila a Bohuslava Doležala ve vykonstruovaných politických procesech jež byly důsledkem tzv.Kolektivizace v Československu. Na podzim vzniká 1. JZD v Kochánově.
- 1952/3 – je vybudována svépomocí obecní kanalizace
- 1954 – v březnu zaniká první JZD v Kochánově
- 1955 – odsouzení dalšího kochánovského občana Josefa Malimánka ve vykonstruovaném politickém procesu.
- 1956 – v Kochánově je zřízena pobočka státního statku Dolní Město
- 1957 – začínají v obci vznikat další nové domy. Na severní straně vsi směrem k Radkovci je to nové čp. 16 a hned vedle čp. 30. Později pak ještě nové čp. 4, čp. 8 a čp. 34.
- 1959 – na podzim bylo založeno v Kochánově 2. JZD – Lipnička. Hospodařilo na polích jednotlivých členů, ale také na bývalých polích malomlýnských. V Malém Mlýnku byl zřízen kravín a v čp. 5 bylo rozhodnuto vybudovat vepřín.
- 1960 – tento rok začal jezdit do Kochánova autobus. Byla zřízena linka z Ovesné Lhoty přes Světlou do Meziklasí a Koňkovic. Další zastávky byly v Lipničce, Františkodole a u Radkovce, kam se muselo z Kochánova dojít pěšky.
- 1976 – v létě byla rozšířena a vyasfaltována tehdy silnice 4. třídy (dnes č.34737) z Radkovce do Kochánova. Zároveň byly MNV Lipnička vyasfaltovány některé cesty ve vsi.
- 1981 – byla opravena kaplička na návsi. Opravu zaplatili obyvatelé vsi z uspořádané sbírky. Přibližně v tom samém roce bylo MNV Lipnička zbouráno na návsi stavení č.9.
- k 1. červenci 1985 – byla zrušena samostatná obec Lipnička a připojena ke Světlé nad Sázavou. S ní i všechny osady, Kochánov, Lipnička a Radostovice. Stalo se tak po 135 letech od jejího vzniku v roce 1850.[23][24]

## Obyvatelstvo
| Rok            | 1869 | 1880 | 1890 | 1900 | 1910 | 1921 | 1930 | 1950 | 1961 | 1970 | 1980 | 1991 | 2001 | 2011 | 2021 |
| -------------- | ---- | ---- | ---- | ---- | ---- | ---- | ---- | ---- | ---- | ---- | ---- | ---- | ---- | ---- | ---- |
| Počet obyvatel | 157  | 144  | 135  | 179  | 150  | 180  | 134  | 122  | 132  | 120  | 103  | 60   | 63   | 45   | 59   |
| Počet domů     | 17   | 17   | 15   | 17   | 20   | 19   | 22   | 28   | 28   | 30   | 27   | 31   | 31   | 32   | 31   |

## Pamětihodnosti
- Křížek z roku 1860 v Kochánově

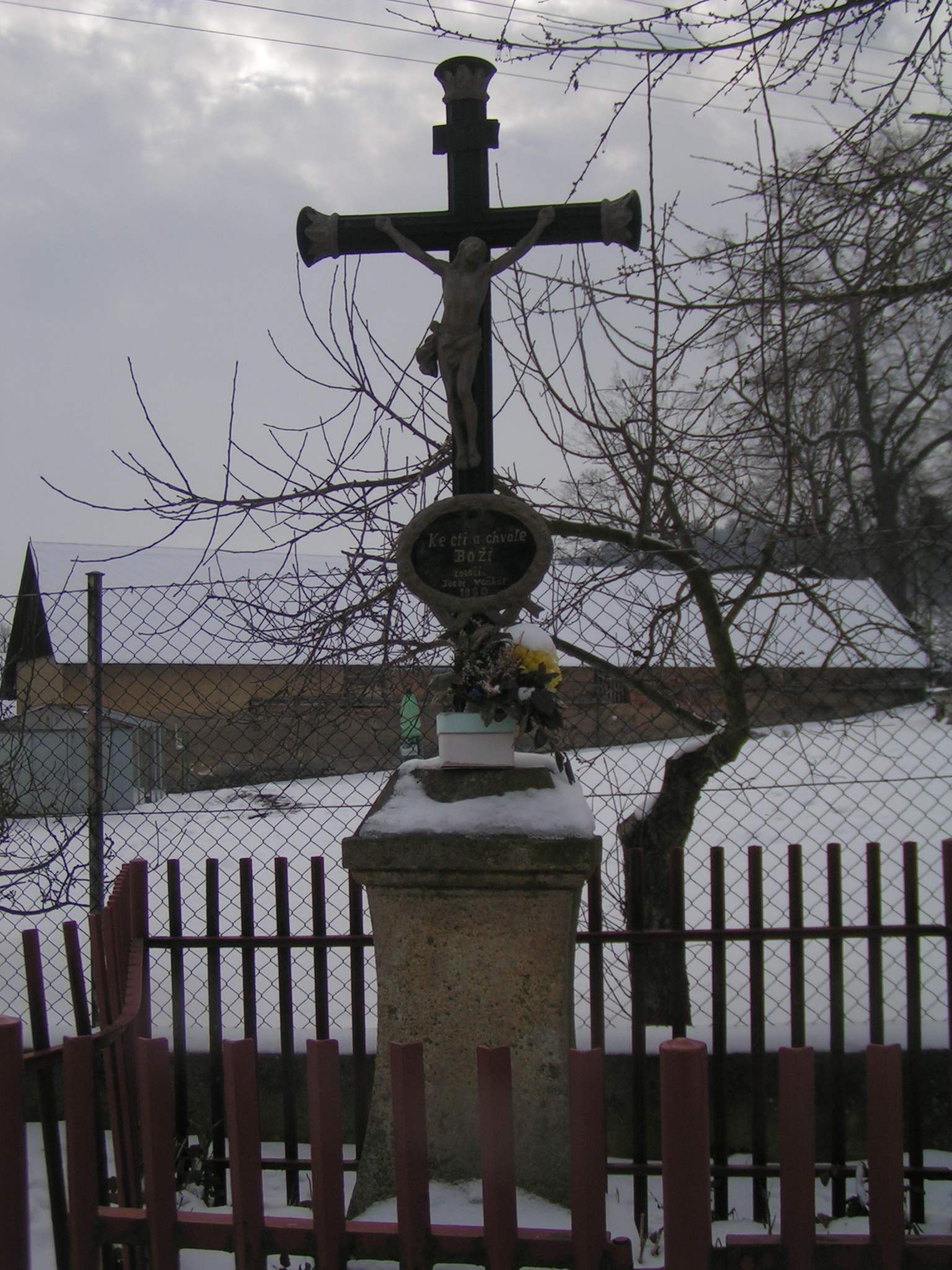
Křížek z roku 1860 v Kochánově

- Kaple na návsi, postavená v roce 1911 a zasvěcená svaté Terezii
- Křížek na křižovatce silnice od Radkovce do Meziklasí s cestou od Remuty do Kochánova
- Pozůstatky středověké tvrze zvané Smrčensko ze druhé poloviny 14. století. Tvrz a přilehlá vesnice zanikly nejspíše během husitských válek. Z tvrze se zachoval příkop napájený pramenem a na uměle navršeném pahorku stála zřejmě roubená věž. V okolí tvrziště jsou stopy po zaniklé vesnici.[27]
- Kamenný mostek na Meziklaském potoce (datovaný cca do 18. století).[28] Nachází se na rozhraní katastru Kochánov a Koňkovice u samoty Remuta. Cesta dál pokračovala přes tvrziště Smrčensko (z druhé poloviny 14. století) do Kochánova. Most je jednoobloukový, valeně zaklenutý, z kamene na maltu. Most byl prohlášen kulturní památkou.[29]
- Panuškův dub

## Známé osobnosti spojené s Kochánovem
- akademický malíř Jaroslav Panuška
- akademický malíř František Antonín Jelínek